# 蘆洲機廠

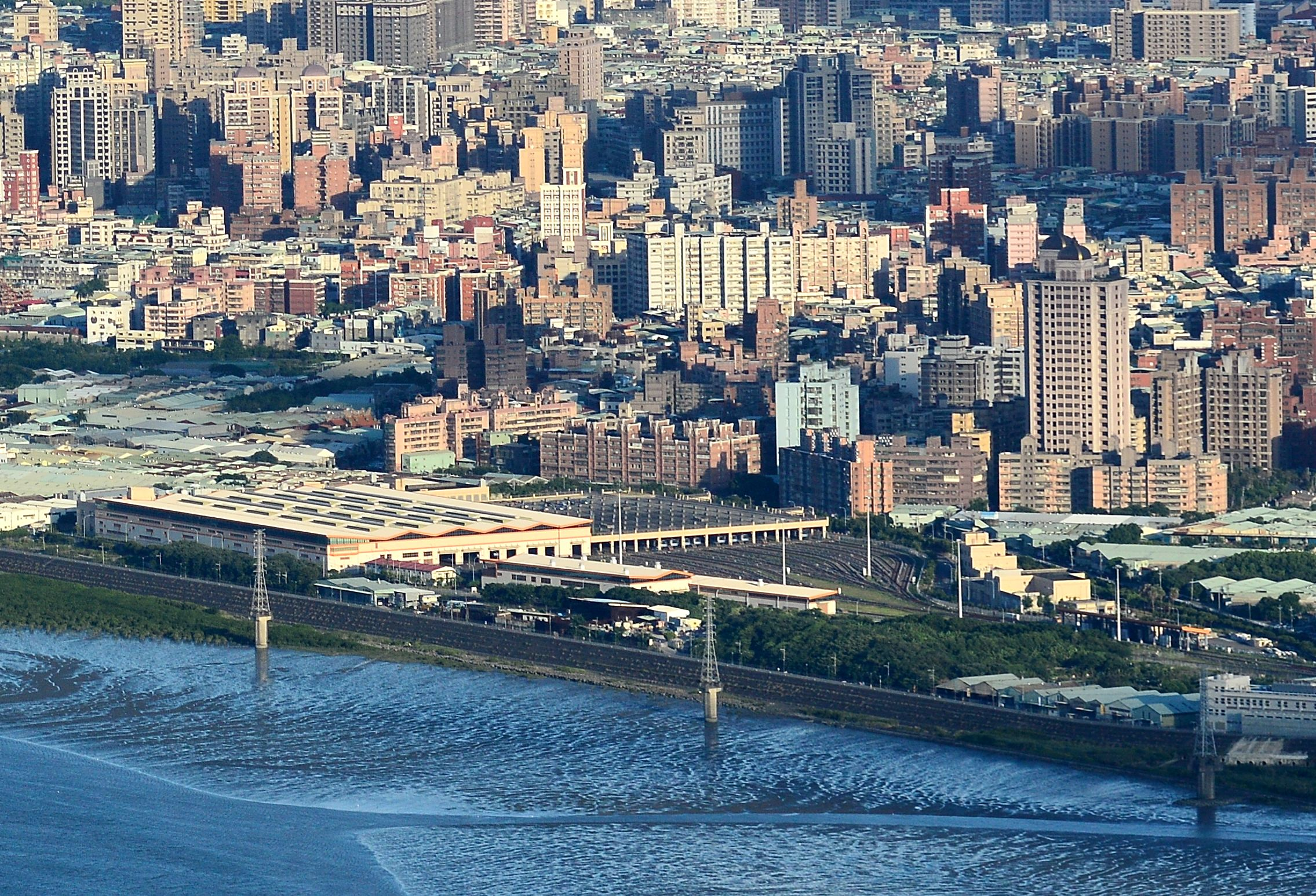
蘆洲機廠

蘆洲機廠（英語：Luzhou Depot）位於中華民國新北市蘆洲區環堤大道698號。，為台北捷運中和新蘆線的機廠之一。鄰近台北捷運蘆洲站。

## 機廠概要
使用中，為台北捷運第二個五級機廠，原本計畫為三級機廠，因為樂生案而變更為四級機廠，分攤北投及土城機廠負荷再升為準五級機廠。可支援信義線列車維修。

## 機廠位置與結構
位於水湳溝和環河道路之間，西鄰蘆洲抽水站，一旁即是淡水河。施工時之門牌為台北縣蘆洲市民族路422巷82弄38號，落成後經行政區升格及道路重劃而改為新北市蘆洲區環堤大道698號。

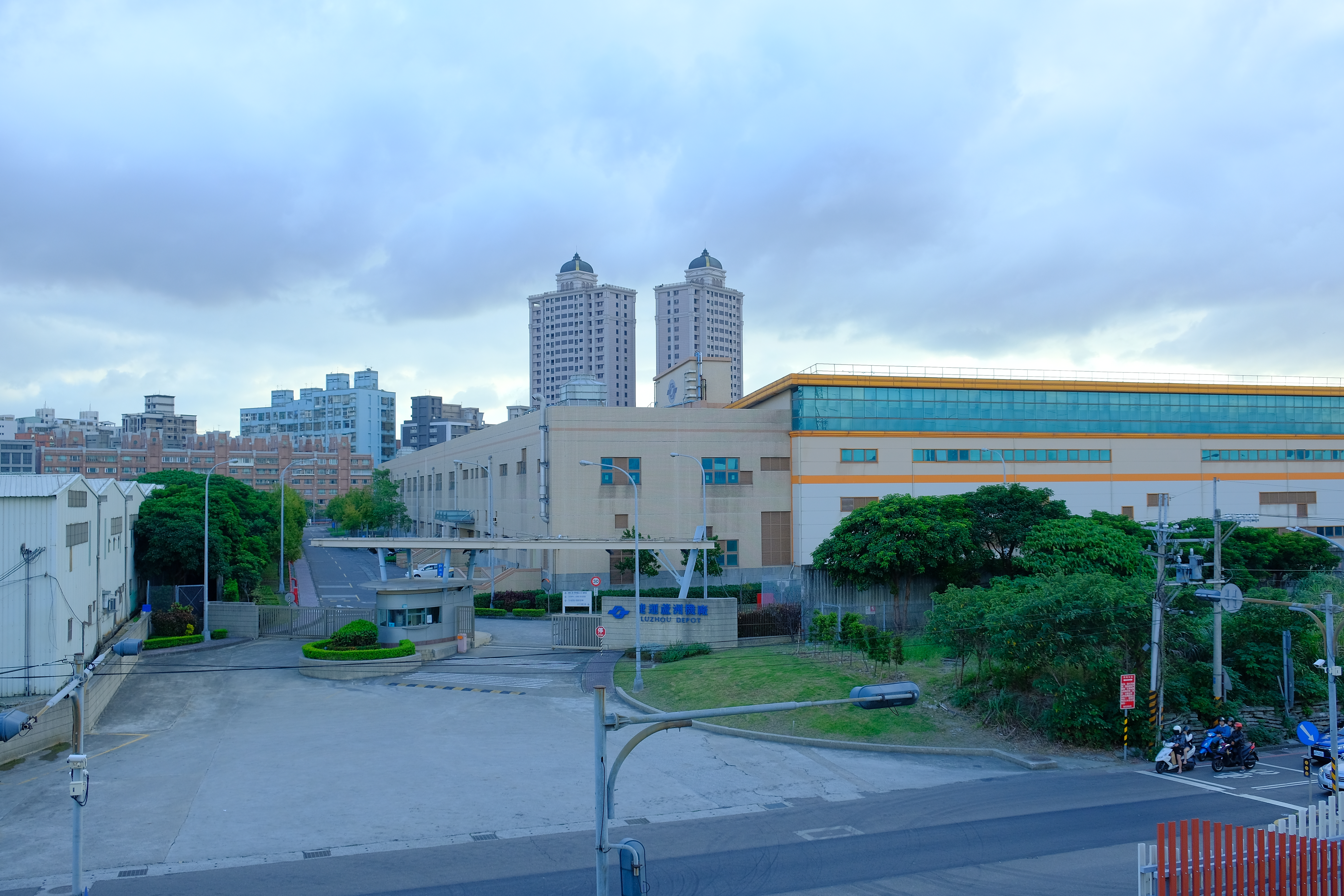
蘆洲機廠大門

蘆洲機廠為準五級機廠，全長約800公尺，最寬處約300公尺，負責蘆洲線列車準五級維修及支援信義線列車維修，並配備有測試軌、行政訓練中心、警衛室、主變電室、動力配電室、汙水處理廠等設施。軌道共計有維修軌八線，儲車軌22線（其中有兩線可儲兩列車），自動洗車軌一線，土木／軌道廠兩線，測試軌一線。

### 配置車輛
- C371型4系：6輛編組x33列共198輛
  - 車組號碼：401/402～465/466
    - 共198輛，33列

## 歷史
- 2010年9月：蘆洲機廠竣工。
- 2010年11月3日：隨著蘆洲線通車而投入調度。
- 2021年5月：蘆洲機廠屋頂上的太陽能建設完成併網[4]